# Санганте, Аруна
Аруна Сангате (фр. Arouna Sangante; род. 12 апреля 2002, Mbao) — сенегальский футболист, защитник клуба «Гавр».

## Клубная карьера
Сангате — воспитанник клубов «Ред Стар» и «Гавр». В 2018 году игрок дебютировал за дублирующий состав последних. 15 мая 2021 года в поединке против «Труа» он дебютировал в Лиге 2. 19 апреля 2022 года в поединке против «Амьена» Аруна забил свой первый гол за «Гавр». По итогам сезона игрок помог клубу выйти в элиту. 13 августа в матче против «Монпелье» он дебютировал в Лиге 1.